# 껀저현
껀저현(Huyện Cần Giờ)은 호찌민 시의 동남쪽에 위치한 해변에서 가까운 현이다. 호찌민 시내 중심에서 약 50km의 거리에 있다. 면적은 704.45km2이다. 행정구역 상으로는 호찌민시에 속해 있다.

## 역사
베트남 전쟁 당시에 전투가 격렬했던 곳으로 꾸찌(Củ Chi), 떠이닌(Tây Ninh)과 함께 껀저는 3대 혁명 사적지 중에 한 곳이다.

## 행정 구역
껀저 현은 1개의 티쩐(thị trấn)과 6개의 싸(xã)로 나뉘어 있다.
- 껀타인(Cần Thạnh / 芹盛) 티쩐
- 빈카인(Bình Khánh / 平慶) 싸
- 안터이동(An Thới Đông / 安泰東) 싸
- 리년(Lý Nhơn / 李仁) 싸
- 땀톤히엡(Tam Thôn Hiệp / 三村協) 싸
- 롱호아(Long Hòa / 隆和) 싸
- 타인안(Thạnh An / 盛安) 싸

## 자연
껀저 지역은 2000년 유네스코에 의하여 생물권보전지역으로 지정되어 있다. 동·식물이 그대로 잘 보존되어 있고, 특히 수백 마리의 원숭이가 반야생으로 생활하고 있다.